# کونستانتین اوسکوف
کونستانتین اوسکوف (به انگلیسی: Konstantin Ushkov) (زادهٔ ۲ اوت ۱۹۷۷) شناگر اهل روسیه است.